# Bluescreen

Vereinfachter Bluescreen bei Windows 8 und 10

Der Bluescreen (auch Blue Screen; wörtlich übersetzt Blauer Bildschirm; von Microsoft (bis Windows 8) offiziell Bugcheck genannt), auch scherzhaft Blue Screen of Death (Blauer Bildschirm des Todes, kurz auch BSoD) genannt, ist eine Kategorie von Fehlermeldungen (stop errors), die bei Microsoft-Windows-Betriebssystemen angezeigt werden. Nach einem kritischen Systemfehler wird das System gestoppt und die Bedienoberfläche des Betriebssystems vollständig durch eine blaue Fläche ersetzt, auf der in weißer Schrift Fehlerinformationen erscheinen.

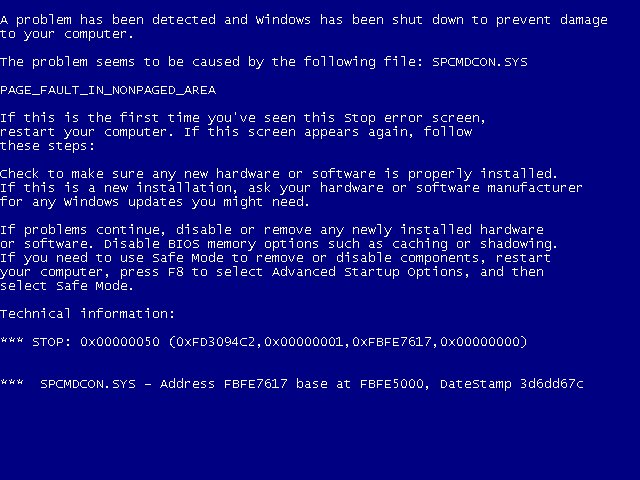
Bluescreen bei Windows XP bis 7

Ausgelöst werden diese Meldungen in den häufigsten Fällen nicht durch Fehler in Anwendungsprogrammen, sondern durch Fehler in Gerätetreibern oder in der Hardware. Wird der Bluescreen nicht von einem Defekt in der Hardware ausgelöst, so handelt es sich entweder um einen Programmierfehler in einem Treiber oder im Kernel, der oft mittels eines Patches vom entsprechenden Hersteller behoben werden kann, oder um eine fehlerhafte Systemkonfiguration. In bestimmten Fällen kann auch ein Fehler in der Softwarearchitektur zu Grunde liegen, der bis zum Ende der Lebensdauer des Produktes erhalten bleibt.

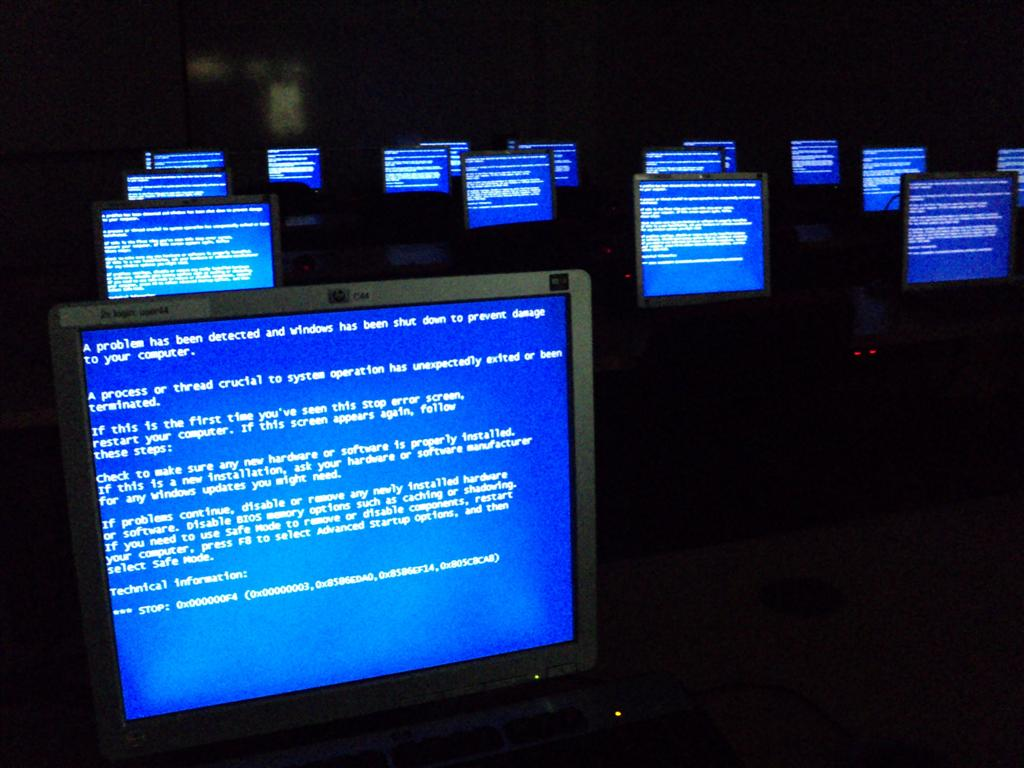
Bluescreen-Probleme in einem Computerraum

In anderen Betriebssystemen, wie zum Beispiel Linux oder macOS, werden derartige Fehler als Kernel panic bezeichnet.

## Konzept
Geräte- und andere Hardwaretreiber werden in einem privilegierten Modus (Kernel mode) ausgeführt, wobei sie direkten Zugriff auf Systemspeicherbereiche und Hardwareschnittstellen haben. Schreibt ein fehlerhafter Gerätetreiber Daten in einen Speicherbereich, der von anderen Systemteilen (auch anderen Gerätetreibern) benutzt wird, so verletzt dies die Systemintegrität. Wenn das System in solchen Fällen weiterlaufen würde, bestünde die Gefahr der irreversiblen Zerstörung von Daten (zum Beispiel auf der Festplatte). Daher wird das System sofort angehalten und ist nicht mehr bedienbar. Dies kann ebenfalls nachteilige Wirkung auf die Datenintegrität haben, insbesondere gehen nicht gespeicherte Daten des Benutzers verloren. Das System wird ebenfalls angehalten, falls ein Hardwareproblem auftritt, das das System nicht ignorieren kann. Dazu gehört zum Beispiel das Versagen der primären Festplatte des Systems beim Versuch, Daten von der Auslagerungsdatei zu lesen.
Bei modernen Hauptplatinen (siehe auch ATX) kann auch eine Überhitzung des Prozessors zu einem Bluescreen führen, da die Temperaturkontrolle den Prozessor in den HALT-Modus setzt.
In den Windows-9x-Versionen waren diese Meldungen zur Problemlösung schlecht geeignet, da dem Anwender kaum Informationen mitgeteilt werden:
Der Blue Screen von Windows 9x zeigt an, bei welchem vom Prozessor ausgelösten Interrupt bei der Fehlerbehandlung ein weiterer Fehler auftauchte (Doppelfehler, Interrupt 8).
- 00 (Interrupt 0): Division by Zero (Division durch null)
- 06 (Interrupt 6): Invalid Opcode (Ungültiger Befehl)
- 0D (Interrupt 13): General Protection Fault (Allgemeine Schutzverletzung)
- 0E (Interrupt 14): Paging Fault (Seitenfehler)

Zusätzlich werden noch zwei Adressen und teilweise auch die betroffene Datei ausgegeben.
Im Internet, insbesondere in der Microsoft Knowledgebase, werden viele Kombinationen von Fehlercodes und Adressen sowie mögliche Ursachen beschrieben.
Mit der Einführung von Windows NT 4.0 wird eine Fehlernummer und Fehlerbezeichnung angezeigt und zudem vier Zahlenwerte, mit deren Hilfe erfahrene und fachkundige Anwender unter Zuhilfenahme der Microsoft-Website meist Fehlerursachen ausmachen können. Windows kann auch so konfiguriert werden, dass der Inhalt des Arbeitsspeichers zur nachträglichen Analyse als Kernel-, kleines oder vollständiges Speicherabbild auf die Festplatte geschrieben wird (englisch core dump), sofern das noch möglich ist.
Ab Windows 8 wurde der Bluescreen vereinfacht, der Bildschirm zeigt ein trauriges Emoticon und gibt an, dass ein Fehler aufgetreten ist und dass der Computer Informationen darüber sammelt. Darunter steht meist ein Fehlercode. Standardmäßig wird, sobald die Informationen gesammelt wurden, ein Neustart ausgeführt. In neueren Versionen von Windows 10 zeigt der Bluescreen einen QR-Code an, der auf eine Webseite mit Lösungsvorschlägen weiterleitet.

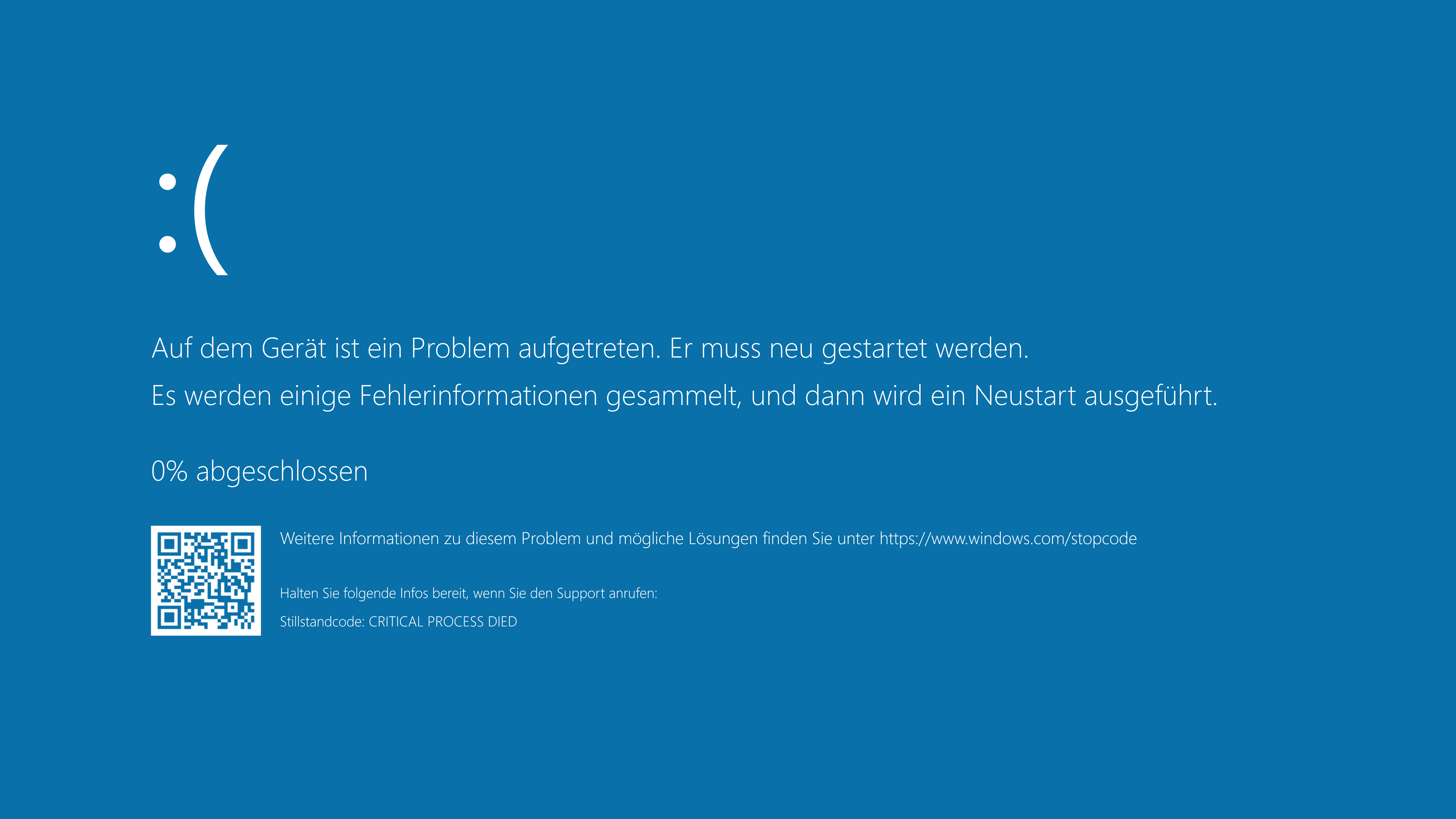
Bluescreen bei Windows 10 mit QR-Code Funktion

Bei MS-DOS-basierten Windows-Versionen erforderte diese Meldung häufig, bei Windows-NT-basierenden immer einen Neustart des Systems. In den Home-Versionen von Windows XP (Service Pack 1 und 2) wurde der erforderliche manuelle Neustart in der Standard-Konfiguration durch einen automatischen Neustart ersetzt; in kritischen Situationen kann dies jedoch zur Verklemmung (deadlock) des Systems führen: Der Computer stürzt mit blauem Bildschirm ab, startet automatisch neu und stürzt sofort wieder ab. Abhilfe bringt in solchen Fällen die Auswahl der Option „Automatischen Neustart bei Systemfehler deaktivieren“ im Menü des Bootmanagers sowie eventuell das Starten des Rechners im abgesicherten Modus, welches das zuvor genannte, oft nahezu sofortige Neustarten verhindert.

### Farbwahl für den Bluescreen
Der Microsoft Mitarbeiter John Vert schrieb für Windows NT 3.1 den Code, der den Bildschirmmodus zurück in den Textmodus versetzte um die Fehlermeldung in weißer Schrift auf blauem Hintergrund auszugeben. Die Farbwahl ergab sich daraus, dass die Entwicklermaschine, eine MIPS-Workstation, das Bootmenü ihrer Firmware in dieser Farbwahl präsentierte und der Bluescreen daher die gleiche Farbwahl haben sollte. Ein weiterer Grund lag in der Verwendung des SlickEdit Texteditors, der zu dieser Zeit das gleiche Farbschema hatte. Dass die Farben des Bluescreens unter Windows 3.1 und Windows 95 dieselben waren, war nach Aussagen des Microsoft Entwicklers Raymon Chen, der wesentlich an der Entwicklung von Windows 95 beteiligt war, reiner Zufall.

## Blue Screen bei einer Vorstellung
Das vielleicht berühmteste Auftreten eines Windows-9x-Bluescreens trat während einer Präsentation von Windows 98 Beta durch Bill Gates auf der COMDEX am 20. April 1998 auf: Der Vorführ-Computer stürzte mit einem Bluescreen ab, als Gates’ Assistent Chris Capossela einen Scanner mit dem PC verband, um die Unterstützung von Plug-and-Play-Geräten in Windows 98 zu demonstrieren. Dieses Ereignis brachte donnernden Applaus im Publikum, und Gates antwortete nach einer nervösen Pause: „That must be why we’re not shipping Windows 98 yet.“ (Das ist wohl der Grund, warum wir Windows 98 noch nicht ausliefern.)

## Fehlermeldungen in anderen Farben

### Der Windows 11 Black Screen of Death

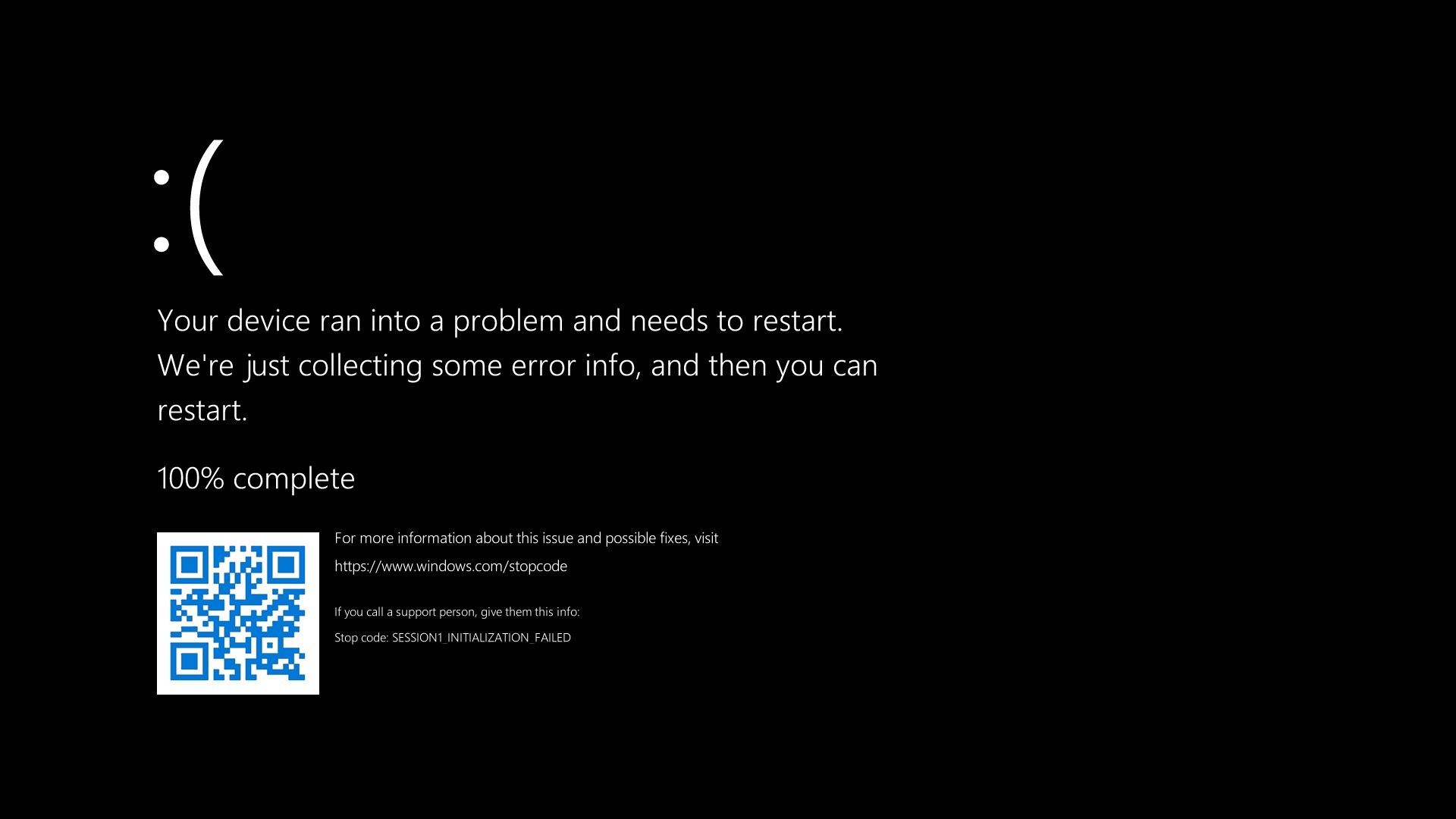
Bluescreen in Windows 11 RTM

In früheren Versionen von Windows 11 wurde der Bluescreen durch einen Blackscreen (schwarzen Bildschirm) ersetzt. Einige Monate nach der Veröffentlichung wurde die Farbe jedoch durch ein Update wieder durch dunkelblau ersetzt. Ein ähnliches Verfahren zeichnete sich ebenso in einigen Beta-Versionen von Windows 8 ab.

### Der MS-DOS 6 Black Screen of Death
MS-DOS 6 ist das älteste Microsoft-Betriebssystem, das den Bluescreen hat, jedoch wird er in der eingestellten Farbe des BIOS-Bildschirmtreibers (in der Regel hellgrau auf schwarz) angezeigt. Er wird von dem Treiber EMM386.EXE angezeigt, wenn im Protected Mode ein unbehandelter Prozessor-Interrupt (z. B. Segfault, Division by Zero) auftritt. Bei MS-DOS 5 wird in der gleichen Situation ein kritischer Fehler angezeigt, und dem Benutzer wird die Option gelassen, den Protected Mode zu beenden und zum DOS-Befehlszeileninterpreter zurückzukehren, während MS-DOS 6 den „echten“ Bluescreen anzeigt, bei dem nur noch der Neustart möglich ist.

### Der Windows 3.1 Black Screen of Death

Ein Black Screen of Death von Windows 3.1

In Windows 3.x erscheint der Black Screen of Death, wenn eine MS-DOS-Anwendung nicht richtig ausgeführt werden konnte. Sehr oft tritt dies auf, wenn man bestimmte Funktionen ausführt, während der Netzwerktreiber im Speicher aktiv ist. So beispielsweise während des Ladens des Novell-NetWare-Clients NETX für MS-DOS: Das System versucht beim Auftreten des Fehlers in den Textmodus zu wechseln, zeigt aber nichts an, sodass der Anwender vor einem leeren schwarzen Bildschirm sitzt, auf dem in der linken oberen Ecke ein Cursor blinkt. Der Anwender kann zu diesem Zeitpunkt keine Eingaben mehr machen und ist gezwungen, einen Kaltstart des Systems durchzuführen, um weiterzuarbeiten.
Laut Wallace McClure von ASP.net wurde der Ausdruck Black Screen of Death das erste Mal im Sommer 1991 von Ed Brown, einem IT-Techniker der Coca-Cola Company in Atlanta verwendet, der berichtete, dass die Angestellten des Unternehmens beim Versuch, WordPerfect zu starten, ab und zu einen Black Screen of Death erhielten.

### Der Xbox 360 Black Screen
Auf der Xbox 360 wird bei einem Generalfehler ein Schwarzer Bildschirm angezeigt und die Konsole kann nicht mehr verwendet werden. Auf dem Black Screen steht, man sollte den Xbox Support kontaktieren. Außerdem wird ein Fehlercode (z. B. E71, E64…) angezeigt. Der Kreis, auf dem normalerweise die Anzahl der angeschlossenen Controller angezeigt wird, leuchtet ein Viertel rot, ähnlich wie bei dem Red Ring of Death.

### Der OS/2 Black Screen of Death
In OS/2 ist ein Black Screen of Death entweder ein TRAP Screen oder ein full-screen hard-error VIO pop-up. Beide sorgen dafür, dass die Anzeige in den Textmodus geschaltet wird. Diese Anzeige hat zur Darstellung des Textes 25 Zeilen mit je 80 Spalten, in denen weiße Buchstaben auf einen schwarzen Hintergrund dargestellt werden, woher diese Anzeige auch ihren Namen hat.
TRAP Screen
Ein TRAP Screen wird angezeigt, wenn im Kernel ein Fehler auftritt, der zur Laufzeit nicht korrigiert werden kann. Normalerweise passiert dies nach dem Übertakten von Hardware, aber auch bei Softwarefehlern im Kernel oder bei Gerätetreibern.
Der TRAP Screen enthält dabei sowohl eine Auflistung der Prozessor-Register und des Stacks als auch Informationen über die Version des Betriebssystems und den aufgetretenen Fehler im Prozessor.
Die einzige Möglichkeit, die der Anwender in dieser Situation hat, ist entweder ein Neustart des Systems durch den Klammergriff (gleichzeitiges Drücken von Strg + Alt + Entf), oder durch zweimaliges Drücken von Strg + Alt + Num Lock das System anzuweisen, alle Informationen aus dem Speicher auf Diskette zu speichern.
Hard Error Screen
Ein Full-screen hard-error VIO pop-up wird angezeigt, wenn ein Prozess einen schweren Fehler verursacht, entweder bei einem Absturz eines Programmes oder einem schweren Fehler, bei dem es möglich ist, das System wiederherzustellen, z. B. ausgelöst durch den Versuch, eine Diskette einzulesen, obwohl sich keine im Diskettenlaufwerk befindet.
Diese Anzeige wird erstellt vom Hard-Error-Daemon-Prozess, der schwere Fehler von anderen Prozessen behandelt. Technisch betrachtet ist diese Anzeige eine VIO-pop-up-Anzeige. Alle Prozesse (ausgenommen derjenige, der den schweren Fehler ausgelöst hat) werden weiter ausgeführt. Dieser Daemon benutzt einen VIO-Pop-up, wenn entweder das System im Textmodus gestartet wurde oder wenn der Fehler in einem Prozess auftritt, der im Vollbildmodus läuft.
Dieser Pop-up enthält Informationen über den aufgetretenen Fehler und den auslösenden Prozess.
Der Anwender wird daraufhin gefragt, wie weiter vorgegangen werden soll. Er kann zwischen folgenden Aktionen wählen:
- Prozess beenden,
- Anzeige von mehr Informationen (Auflistung des Prozessor-Registers und des Stacks),
- Wiederholung der zum Fehler führenden Aktion (wenn möglich – z. B. sind I/O-Fehler wiederholbar, CPU-Fehler nicht) oder
- Ignorieren des Fehlers (wenn möglich – zum Beispiel sind I/O-Fehler ignorierbar, CPU-Fehler nicht).

### Red Screen of Death

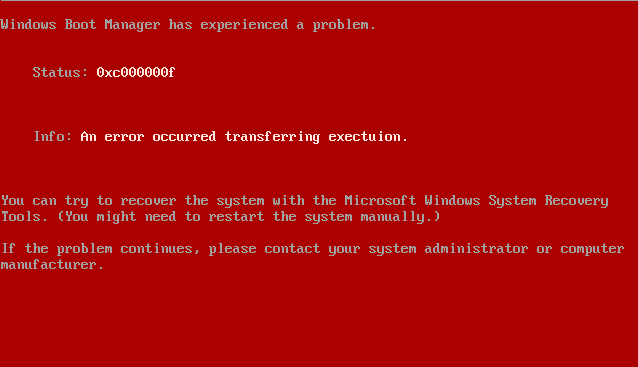
Red Screen of Death bei der Installation von Windows Vista

Der Red Screen of Death (RSoD) ist eine Variante, der in einigen Beta-Versionen des Betriebssystems Windows Vista vorhanden war.
Als Red Screen of Death werden außerdem auch fatale Fehler in neueren Versionen von Lotus Notes bezeichnet. Dort erscheint eine Fehlermeldung, aber nicht wie bei Windows Vista im Vollbildmodus, sondern als rote Box mit schwarzem Rahmen.
Andere Verwendungen
- Der rote Bildschirm wird auch von einigen Flugsimulatoren (wie z. B. den von FlightSafety International) benutzt. Sobald ein Pilot das Flugzeug abstürzen lässt, wird jeder Bildschirm im Cockpit rot.
- Bei der PlayStation 2 wird dies auch zu folgender Fehlermeldung unterstützend verwendet: „DVD/CD-ROM im PlayStation- oder PlayStation-2-Format einlegen“. Dieser Fehler wird durch eine nicht unterstützte oder nicht lesbare Disk ausgelöst.
- Bei der PlayStation Portable tritt in sehr seltenen Fällen ein RSoD auf, wenn die flash0 (die interne Flash-Disk) beschädigt wird.
- Auf der SEGA Genesis / Mega Drive quittieren fehlerhaft gepatchte ROMs ihren Dienst mit einem Red Screen, welcher keinerlei Text enthält. Die Konsole muss in diesem Fall zurückgesetzt werden.

### DRM Panic

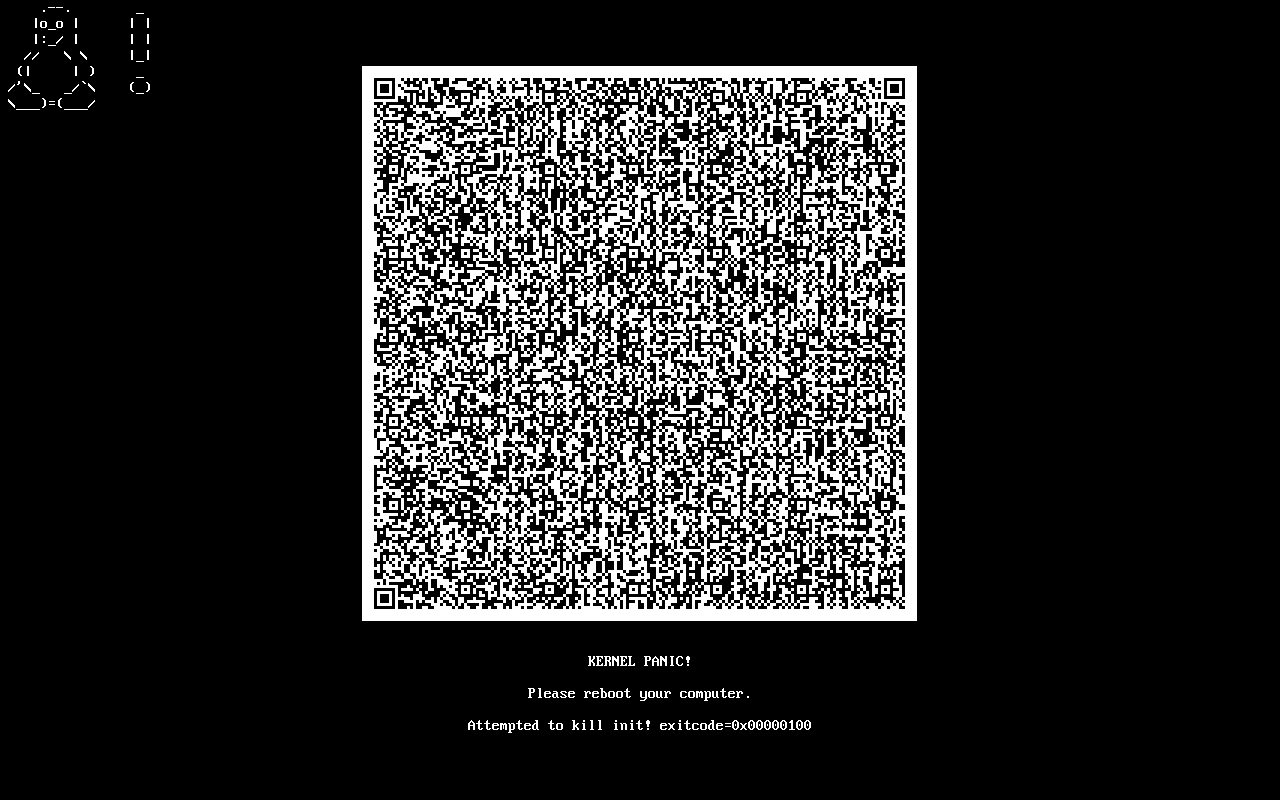
Das BSOD-Pendant DRM Panic unter Linux

Linux erhielt erst im Laufe des Jahres 2024 und mit systemd-Version 255 einen „BSOD“ nach dem Vorbild von Windows. Die Funktion wird DRM Panic genannt (abgeleitet von Kernel panic) und ist ab Kernel-Version 6.10 dann verfügbar, wenn dieser via DRM Zugriff auf die Grafikausgabe hat, was Unterstützung vom jeweiligen KMS-Treiber erforderlich macht. Dabei kann ein ausgegebener QR-Code bei der Fehlerdiagnose helfen.

## Fehlermeldungen in iOS
Auch das iPhone 5s zeigt in Folge eines Systemabsturzes einen leeren blauen Bildschirm und führt anschließend einen Neustart des Geräts durch. Eine mögliche Ursache wird softwareseitig in der Synchronisation der Apple-eigenen iWork Apps Pages, Numbers oder Keynote gesehen. Auch eine Falschmontage eines Ersatzdisplays kann den Fehler auslösen.